# Коморовский, Тадеуш
Таде́уш Коморо́вский (пол. Tadeusz Komorowski; 1 июня 1895 — 24 августа 1966) — польский военачальник, генерал, во время Второй мировой войны руководил Армией Крайовой под псевдонимом Бур (пол. Bór).

## Молодость и карьера
Родился в Хороброве под Тернополем (Галиция, Австро-Венгрия) в семье, принадлежащей к древнему дворянскому роду герба Корчак.
Учился в лицее во Львове, затем окончил военную академию Франца-Иосифа в Вене, по окончании (1915) участвовал в Первой мировой войне, в качестве командира взвода сражался в австрийской армии на русском и итальянском фронтах. С 1918 года — в польской армии; командовал эскадроном и уланским полком в советско-польской войне, был ранен. С 1923 года служил в Артиллерийской и инженерной офицерской школе в Варшаве. Был прекрасным наездником (участвовал в Олимпиаде в Париже в 1924 году — 26-е место в личном троеборье и 5-е в командном троеборье, хотя результат Комаровского не пошёл в зачёт польской сборной в командном первенстве). Затем служил в 8-м и 9-м Малопольском уланских полках. С 1933 года — командир 9-го Малопольского уланского полка. С октября 1938 года — начальник Центра подготовки кавалерии. В 1936 году, на Олимпийских играх в Берлине, он был главой польской команды по верховой езде, которая выиграла серебряную медаль.

## Вторая мировая война
После начала Второй мировой войны, 7 сентября 1939 года, во главе курсантов Центра выступил на фронт. Командовал обороной на Висле в районе Демблина, затем — заместитель командующего Объединённой бригадой кавалерии в составе армии «Люблин». Вместе с группой генерала Тадеуша Пискора капитулировал. При переходе в лагерь для военнопленных ему удалось бежать в Краков, где он создал подпольную Военную организацию, которая вскоре влилась в «Союз вооружённой борьбы». Возглавил 6-й (Краковский) район СВБ и принял псевдоним Бур. В феврале 1940 года произведён в бригадные генералы. В марте — апреле 1941 года Краковский район СВБ был разгромлен гестапо. После этого Коморовскому было приказано переехать в Варшаву, где он был назначен заместителем руководителя СВБ Стефана Ровецкого. После создания 14 февраля 1942 года Армии Крайовой (АК) — заместитель главнокомандующего АК. После ареста командующего Армией Крайовой генерала Стефана Ровецкого назначен на его место (9 июля 1943). В марте 1944 года произведён в генералы дивизии. Будучи озабочен как борьбой с немецкой оккупацией, так и предотвращением советской оккупации в случае освобождения Польши силами СССР, Коморовский в феврале 1944 года убедил польское правительство в изгнании принять план самостоятельного выступления Армии Крайовой. 1 августа 1944 года, при подходе Красной Армии к Варшаве, в расчёте на ослабленность немецких войск советским наступлением, но без согласования с командованием Красной Армии отдал приказ о начале Варшавского восстания, которое и возглавил. Однако наступление Красной Армии к тому времени выдохлось (возобновилось лишь в январе 1945), что привело к краху восстания и полному разрушению Варшавы. На Западе и в Польше существует мнение о специальной задержке Красной Армии.
9 августа 1944 года Сталин в беседе с членами польской правительственной делегации во главе с премьером Польского правительства в изгнании Станиславом Миколайчиком заявил, что начинание с восстанием польской подпольной армии в Варшаве он считает «нереальным делом», но не отказался установить связь и сбрасывать оружие. Тем не менее, до 13 сентября 1944 года советская сторона сброса оружия и амуниции не осуществляла. 15 ноября 1944 года, на встрече с польской делегацией во главе с генералом М. Спыхальским Сталин утверждал: «Если бы нас спросили, мы бы не дали совета восставать», изложив военные соображения задержки у стен Варшавы: наличие высокого левого берега Вислы и необходимость подтягивания минимум 40 дивизий, оружия и продовольствия.
Советский маршал польского происхождения (выходец из Варшавы, где на момент восстания проживала его сестра) К. Рокоссовский в интервью корреспонденту английской газеты «Санди таймс» и радиокомпании «Би-би-си» в СССР в годы войны Александру Верту, 26 августа 1944 года в Люблине, называя восстание грубой ошибкой, начатой без согласования с руководством Красной Армии, утверждал:

Бур-Коморовский вместе со своими приспешниками ввалился сюда, как рыжий в цирке — как тот клоун, что появляется на арене в самый неподходящий момент и оказывается завернутым в ковер… Если бы здесь речь шла всего-навсего о клоунаде, это не имело бы никакого значения, но речь идёт о политической авантюре, и авантюра эта будет стоить Польше сотни тысяч жизней. Это ужасающая трагедия, и сейчас всю вину за неё пытаются переложить на нас. Мне больно думать о тысячах и тысячах людей, погибших в нашей борьбе за освобождение Польши. Неужели же вы считаете, что мы не взяли бы Варшаву, если бы были в состоянии это сделать? Сама мысль о том, будто мы в некотором смысле боимся Армии Крайовой, нелепа до идиотизма.
— 
Согласно мемуарам Рокоссовского, с 13 сентября по 1 октября 1944 года советская авиация (ночные бомбардировщики По-2) произвела в помощь восстанию 4821 самолёто-вылет, включая 2535 самолёто-вылетов с грузами для повстанческих войск, а также прикрытие с воздуха и бомбёжки немецких войск. Также восставшим помогала зенитная и наземная артиллерия. Для корректировки огня были сброшены на парашютах связные офицеры.
По утверждению Рокоссовского, Бур не пытался связаться напрямую со штабом фронта, хотя Генеральный штаб сообщил ему код. По его данным, руководство АК разжигало враждебную агитацию против Советского Союза и подконтрольных ему польских войск.

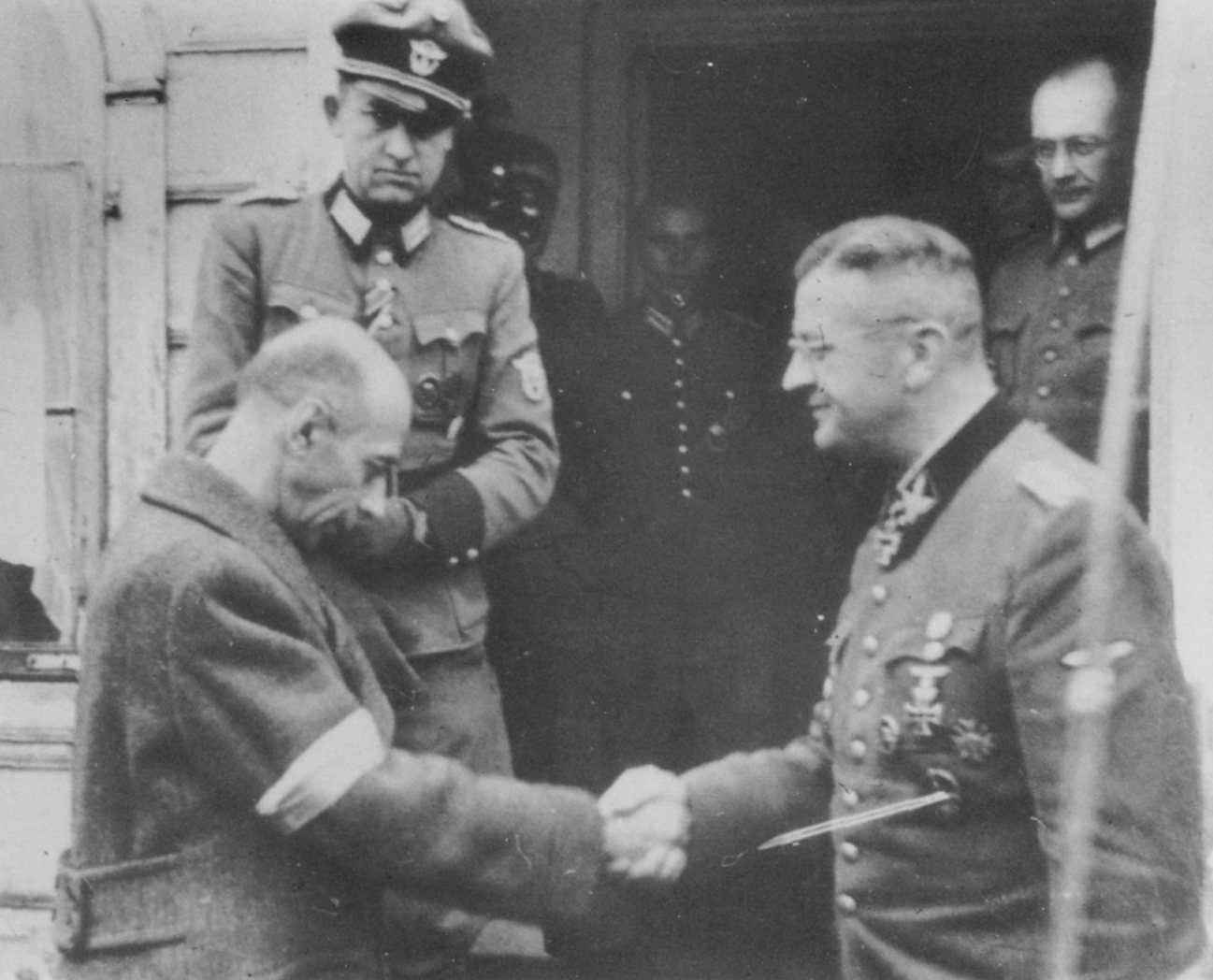
Обергруппенфюрер СС Э. фон дем Бах принимает капитуляцию Т. Коморовского, 4 октября 1944 года

По данным генерала армии М. Гареева, по заданию Сталина Рокоссовский послал к генералу Бур-Коморовскому двух офицеров-парашютистов, которых Коморовский не пожелал принять. До этого генерал Коморовский, однако, согласился встретиться с гитлеровскими парламентёрами.
Попытка заранее согласованной с руководством восстания высадки десанта польской армии под управлением штаба 1-й польской армии (16-23 сентября 1944 года) через Вислу столкнулась с отходом из прибрежных районов отрядов АК вглубь города (их место заняли немцы), что Рокоссовский в своих мемуарах расценил как предательство.
28 сентября 1944 года Т. Коморовский начал переговоры о сдаче повстанцев немцам.
30 сентября 1944 года, накануне капитуляции, когда уже стало ясно, что у Варшавского восстания не осталось никаких шансов на победу, Президент Республики Польша из Лондона Владислав Рачкевич неожиданно назначил генерала Тадеуша Бур-Коморовского — командующего Армией Крайовой — Верховным Главнокомандующим Польскими Вооружёнными силами в стране и за границей, что вызвало шок даже у офицеров Армии Крайовой.
2 октября 1944 года Бур-Коморовский подписал с немцами соглашение о капитуляции, в соответствии с которыми статус военнопленных распространялся на сдавшихся бойцов Армии Крайовой, но не распространялся на участников восстания из Армии Людовой.
После подписания капитуляции находился в офлаге IV-C (Кольдиц, Саксония) до освобождения американцами 4 мая 1945 года.

Как пишет историк и участник Варшавского Восстания Ян M. Цехановский: 

Головокружительная карьера Коморовского началась на нелегальном положении, в подполье, где просто не было соответствующих условий для проверки уровня квалификации, её отсутствие было покрыто тайной, а громкие псевдонимы мало кому о чём-то говорили (…). В нормальной, регулярной армии и фронтовых условиях военная карьера генерала Тадеуша Бур-Коморовского завершилась бы на командовании кавалерийской бригадой. В то время, как слепой случай, ставший для него подарком судьбы, — арест немцами генерала Стефана Грота-Ровецкого — вынес этого линейного офицера кавалерии на должность командующего AK и доверил ему решать судьбы столицы и народа, хотя это трагически выходило за рамки его скромных профессиональных и интеллектуальных возможностей.

## После Второй мировой войны
По освобождении из плена встал во главе польских сил на Западе до их роспуска в 1946 году. В 1947—1949 годах и. о. премьера правительства Польши в изгнании, уже не имевшего дипломатического признания в большинстве стран Западной Европы; с 1954 года наряду с Владиславом Андерсом и Эдвардом Рачинским — член Совета Трёх (руководящий орган польской эмиграции, не признававшийся таковым всеми эмигрантами).
Опубликовал книгу воспоминаний «Подпольная армия» (пол. Armia Podziemna; 1951). Годами позже после войны «Бур»-Коморовский вспоминал в своей беседе с проф. Заводным и проф. Цехановским:

— Предусматривали ли Вы, Пан Генерал, сопротивление в отношении русских, если бы они вели себя агрессивно?
— Мы предусматривали борьбу в случае насилия. Мы даже наметили, в каком районе следует действовать. В конце концов мы думали сосредоточить подразделения к северу от (ул.) Хожей, в районе (ул.) Львовской и т. д. Мы не дали бы себя обезоружить без борьбы.

Бор-Коморовский описал историю своей подпольной борьбы в «Тайной армии» (1950). После войны он зарабатывал на жизнь, работая обойщиком.
Умер в Лондоне в возрасте 71 года 24 августа 1966 года и был похоронен на кладбище Ганнерсбери (также известном как (Новое) Кенсингтонское кладбище). 30 июля 1994 года прах генерала Бур-Коморовского был перезахоронен на воинском кладбище в Повонзках в Варшаве.

## Семья
С 1930 года он был женат на Ирене Ламезан-Салинс (1904—1968), художнице, дочери генерала Роберта Ламезан-Салинс, от которой у него было двое сыновей: Адам (1942 г. р.) и Ежи (1944 г. р., родился с синдромом Дауна). В 2023 г. Адам передал Библиотеке Оссолинского часть семейного архива.
Польский политик, президент Польши в 2010—2015 годах. Бронислав Коморовский — дальний родственник генерала Тадеуша Бур-Коморовского.

## Награды
- Орден Белого орла (посмертно, 1995)
- Командорский крест ордена «Virtuti Militari»
- Кавалер ордена «Virtuti Militari»
- Золотой крест ордена «Virtuti Militari»
- Серебряный крест ордена «Virtuti Militari»
- Большой крест ордена «Орден Возрождения Польши»
- Офицерский крест ордена «Орден Возрождения Польши»
- Крест Храбрых (трижды)
- Золотой Крест Заслуги с мечами
- Золотой Крест Заслуги
- Серебряный крест Заслуги

## Сочинения
- Бор-Комаровский Т. Гибель Варшавы : (Воспоминания организатора и руководителя Варшавского восстания) / [Пер. с англ.] — Б. м., [1946]. — 45 с.